# حسن الجمل
الحاج حسن أحمد الجمل (1930 - 1998)، هو أحد أعلام جماعة الإخوان المسلمين ولد في حي المنيل في القاهرة عام 1930، وكان أحد الإخوان المشاركين في حرب فلسطين عام 1948،

## وفاته
توفي فجر الأربعاء 9 جمادى الأخرة سنة 1419هـ الموافق 30 سبتمبر 1998م.

## وصلات خارجية
- حسن الجمل.. كان مؤسسة خيرية تمشي على الأرض، إخوان أون لاين، 30 يوليو 2005م
- المجاهد حسن أحمد الجمل مؤسسة خيرية تمشي على الأرض، المستشار عبد الله العقيل، مجلة المجتمع، 30 سبتمبر 2006م